# Dominique Mézerette
Dominique Mézerette (XVIII arrondissement di Parigi, 13 aprile 1955 – Bagnolet, 12 luglio 2016) è stato uno sceneggiatore francese.

## Filmografia

### Sceneggiatore

#### Cinema
- Trafic d'influence, regia di Dominique Farrugia (1999)
- In fuga col cretino (Le boulet), regia di Alain Berbérian e Frédéric Forestier (2002)
- Back to Saint-Tropez, regia di David Moreau (2003)

#### Televisione
- Derrick contre Superman, regia di Michel Hazanavicius e Dominique Mézerette - film TV (1992)
- Ca détourne, regia di Michel Hazanavicius, Daniel Lambert e Dominique Mézerette - film TV (1992)
- La Classe américaine, regia di Michel Hazanavicius e Dominique Mézerette - film TV (1993)
- Le cri coupé, regia di Miguel Courtois - film TV (1994)
- C'est pas le 20 heures - serie TV (2003)